# Goatman (Maryland)
Pour les articles homonymes, voir Goatman (homonymie).
Goat man ou Goatman (de l'anglais « homme bouc » ou « homme chèvre ») est une créature issue du folklore du comté de Prince George, dans le Maryland, ressemblant à un hybride chèvre-humain, et à laquelle on attribue souvent la mort de chiens. Elle se réfugierait dans les bois du comté.

## Description
Son apparence varie selon les rumeurs. Elle est généralement présentée comme un hybride entre un homme et une chèvre bipède, mais est parfois décris comme un homme à tête de bouc ou encore comme un homme doté des pattes postérieures d'une chèvre. Certains témoignages le décrivent comme une simple créature humanoïde très poilue, à la manière de Bigfoot.